# Johann Wilhelm Baur
Pour les articles homonymes, voir Baur.

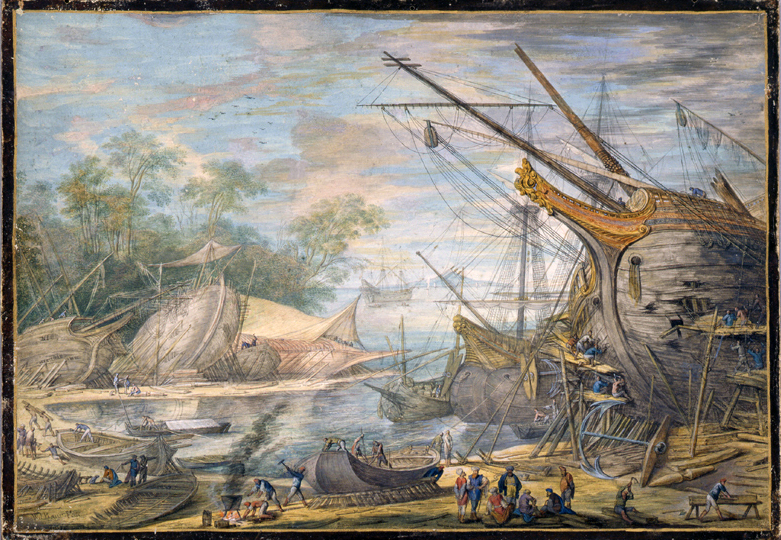
Le chantier naval, vers 1635 (Cabinet des estampes et des dessins de Strasbourg)

Johann Wilhelm Baur, né à Strasbourg le 31 mai 1607 et mort à Vienne le 1er janvier 1640 est un peintre et graveur allemand, estimé comme paysagiste de petit format.

## Biographie
Johann Wilhelm  Baur est né à Strasbourg, le 31 mai 1607, fils et petit-fils d’orfèvres ; il fut l’élève du dessinateur et graveur strasbourgeois Friedrich Brentel. Sitôt ses études terminées, il entreprit le traditionnel tour de compagnonnage. Après un bref séjour à Stuttgart, il se rendit, vers 1630, en Italie, dans un premier temps à Naples puis à Rome; dans la ville éternelle, il obtint sa première œuvre de commande : une série de gravures destinée à illustrer un ouvrage, puis il travailla pour les grandes familles italiennes, les Farnèse, les Colonna, les Borghèse.
Il devient membre de la corporation des peintres nordiques, la Schilderbent, et y fut baptisé du sobriquet Reiger (en néerlandais « héron »). Baur se servit de ce mot pour signer quelques œuvres dont deux miniatures du musée du Louvre. C’est à Rome, qu’il développa sa spécificité de peintre de petit format, gouaches sur vélin décrivant des ports, des paysages, des scènes de batailles et des sujets allégoriques. En 1636, Johann Wilhelm Baur réalise pour Don Paolo Giordano II Orsini, le duc de Bracciano, un ouvrage, comprenant seize eaux-fortes, intitulé Le livre nouveau des Nations.
En 1637, Baur quitta Rome pour Vienne où l’empereur Ferdinand III le remarqua et le fit travailler ; il y épousa Anna-Maria Faustner, veuve d'un orfèvre de la Cour. Il obtint une importante commande La Vie du Christ et de la Vierge. C'est également à Vienne qu'il réalisa son œuvre la plus significative : les cent cinquante planches des Métamorphoses d'Ovide.
Ses œuvres étaient avidement recherchées par les collectionneurs et les amateurs étrangers tels le cardinal Mazarin, qui en légua une dizaine à Louis XIV. Cette série est toujours conservée au musée du Louvre.
Johann Wilhelm Baur est un dessinateur d'une grande habileté : il réalise, sur des espaces minimes, des scènes fourmillantes de personnages telles La Bataille d'Osterweel, Cortège du Pape ou La Tour de Babel. Le dessin est d'une étonnante vigueur : sa façon de camper les chevaux n'est pas sans analogie avec celle de Delacroix.
Nourri d'italianité, il réalise, à son arrivée à Vienne, la parfaite synthèse avec les courants artistiques de son époque en Autriche, synthèse qui donnera bientôt, alors que J-W. Baur avait déjà disparu, la fantastique explosion du baroque.

## Œuvres
Les œuvres de Johann Wilhelm Baur sont réparties dans diverses grandes collections. Le Cabinet des Estampes de Strasbourg conserve plusieurs miniatures et un album de dessin de l'artiste. Par l'intermédiaire du Cardinal Mazarin qui fut un commanditaire important de l'artiste à Rome, le Département des Arts graphiques du Louvre conserve de nombreuses réalisations de l'artiste.
- Chantier naval (vers 1635), Miniature à la gouache sur vélin, musée des beaux-arts de Strasbourg[3].
- Vue d'une allée dans le jardin de la villa Aquaviva du cardinal Montalto, Plume et encre brune, lavis brun, 22,8 × 18,1 cm[4],[5].